# Dicranomyia (Erostrata) globithorax
Dicranomyia (Erostrata) globithorax is een tweevleugelige uit de familie steltmuggen (Limoniidae). De soort komt voor in het Nearctisch gebied.